# Eugenia (jakt)
Eugenia är en jakt byggd på Kimitoön 1997–2000 som kopia av ett fartyg byggt 1879–1880. Originalet var ett av de sista segelfartygen utan hjälpmotor i finska skeppsregistret på 1950-talet. Den moderna Eugenia drivs med talko-krafter av Pro Kimitoö-skutan r.f.

## Byggprojektet
Projektet kring kopian började vintern 1997 med ett allmänt möte i Västanfjärd, grundande av föreningen Pro Kimitoö-skutan och fällande av virke. Kölen sträcktes i september invid Sagalunds museum i Kimito. Ett nittiotal företag och föreningar, fjorton myndigheter och stiftelser och mer än sjuttio privatpersoner ställde upp som sponsorer.
Som konstruktör anlitades Bertil Bonns och som skeppsbyggmästare Erik Österberg, ingenjör med båtbyggarutbildning och över 20 års erfarenhet av träbåtsbyggande. Resande av spant utfördes i huvudsak av Österberg, timmermannen Igor (Igge) Scharin och ett tjugotal elever i en arbetskraftsutbildning som ordnades av arbetskraftsmyndigheterna. Bordläggningsarbetet inleddes sommaren 1998 under ledning av Max Lassén, med erfarenhet från Jacobstads Wapen och slutfördes under hösten. Byggnadsarbetet slutfördes i Västanfjärd, dit Eugenia flyttades vintern 1999. Ett trettiotal talkoaktiva medverkade väsentligt i byggandet. Fartyget sjösattes den 24 juli 1999. Den 4 juni 2000 var Eugenia riggad och klar.

## UrsprungligaEugenia
Den ursprungliga Eugenia byggdes 1879–1880 i Bolax på Hitis av Gustaf Andersson under ledning av skeppsbyggmästare A. Grundström. Anderssons son, Oskar ”Storö-Oskar” Gustafsson, fortsatte som redare och insisterade på att inte installera någon motor. Då Eugenia togs ur skeppsregistret 1953 blev endast två segelfartyg kvar, båda från Åland: skonaren Linden (förebild till kopian Linden) och galeasen Frida.
Eugenia seglade mest inom området mellan Raumo i norr, Mariehamn i väster och Helsingfors i öster. Till stor del kom hon att segla med stenlaster, bland annat fraktade hon sand och sten till bygget av Bengtskärs fyr 1905–1906. Hon förstärktes under en större ombyggnad 1905. Nominell maximilast var 45 ton.